# Kedves fekete fiam
A Kedves fekete fiam vagy Az én fekete fiam (eredeti cím: Carbon Copy) 1981-ben bemutatott amerikai–brit filmvígjáték-dráma, melyet Michael Schultz rendezett. A forgatókönyvet saját, The Engagement Baby című színdarabja alapján Stanley Shapiro írta. A főbb szerepekben George Segal, Susan Saint James, Jack Warden és Denzel Washington látható - utóbbi kezdő színészként ezzel a filmmel debütált a mozivásznon. Hosszú kihagyás után ez volt az első olyan film, melynek elkészítését az RKO Pictures finanszírozta.
Az Amerikai Egyesült Államokban 1981. szeptember 25-én mutatták be.

## Cselekmény
Walter Whitney sikeres üzletember, Kaliforniában él egy fehérek lakta, gazdag San Marinó-i lakóközösségben. Walter munkahelyi sikerei ellenére folyamatosan frusztrált: felesége, Vivian nem hajlandó házaséletet élni vele, mostohalánya, Mary Ann pedig tiszteletlenül viselkedik vele. 
Váratlanul megjelenik irodájában egy Roger Porter 17 éves afroamerikai fiú, aki azt állítja, Walter az apja. A férfi ugyanis évekkel korábban egy Lorraine Porter nevű, immár elhunyt fekete nővel volt párkapcsolatban. Lorraine létezéséről csak Walter rasszista és antiszemita főnöke, illetve apósa, Nelson Longhurst tudott. Annak idején Nelson vette rá Waltert, hogy zsidó vezetéknevét, a Wiesenthalt változtassa meg és titkolja el származását. Nelson burkoltan kirúgással fenyegette meg őt, ha nem szakít Lorraine-nel. Walter ezért leveleket írt szerelmének, melyekben véget akart vetni kapcsolatuknak, de a lány sosem válaszolt neki. Roger viszont évekkel később, Clara nagynénje segítségével megtalálta a bizonyítékokat.
Walter megpróbálja jóvá tenni a dolgokat fiával. Befogadja otthonába, azt hazudva feleségének, hogy csak a nyári szünidő alatt veszik magukhoz az árva fekete fiút. Amint kiderül az igazság, Walter élete azonnal darabjaira hullik.

## Szereplők
| Szerep                         | Színész           | Magyar hang            | Magyar hang  |
| Szerep                         | Színész           | 1. szinkron            | 2. szinkron  |
| ------------------------------ | ----------------- | ---------------------- | ------------ |
| Walter Whitney                 | George Segal      | Berzsenyi Zoltán       | Tarján Péter |
| Vivian Whitney                 | Susan Saint James | Bede-Fazekas Annamária |              |
| Nelson Longhurst               | Jack Warden       | Breyer László          |              |
| Victor Bard                    | Dick Martin       | Kránitz Lajos          |              |
| Roger Porter                   | Denzel Washington | Háda János             | Szokol Péter |
| Bob Garvey                     | Paul Winfield     | Galkó Balázs           |              |
| Tubby Wederholt                | Macon McCalman    |                        |              |
| Wino                           | Carmen Filpi      |                        |              |
| Mary Ann Whitney, Vivian lánya | Vicky Dawson      | Orosz Helga            |              |

## Fordítás
- Ez a szócikk részben vagy egészben  a   Carbon Copy (film) című angol Wikipédia-szócikk ezen változatának fordításán alapul.  Az eredeti cikk szerkesztőit annak laptörténete sorolja fel. Ez a jelzés csupán a megfogalmazás eredetét és a szerzői jogokat jelzi, nem szolgál a cikkben szereplő információk forrásmegjelöléseként.